# Adolf von Griesheim

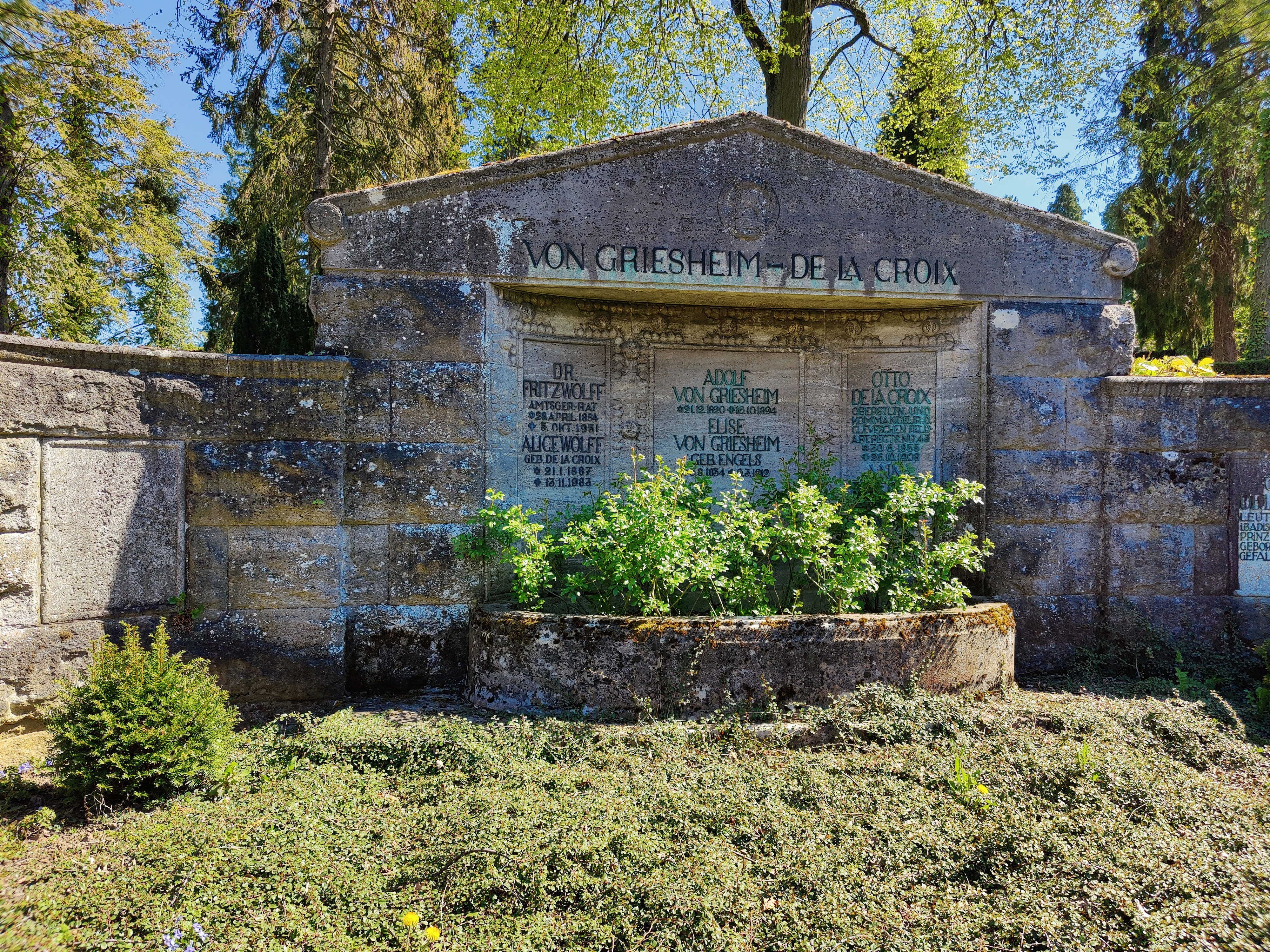
Familiengrabstätte Von Griesheim-De La Croix auf dem Poppelsdorfer Friedhof in Bonn, an der auch Adolf von Griesheim und seine zweite Ehefrau, Elise Engels, beerdigt wurde.

Adolf von Griesheim (Adolf Friedrich Leonhard Ludwig Wilhelm von Griesheim; * 21. Dezember 1820 in Hamm; † 16. Oktober 1894 in Bonn) war ein Industrieller. 
Adolf von Griesheim war 1840 Lehrling in der Engelskirchener Textilfabrik Ermen & Engels, die zum Teil Friedrich Engels (senior) gehörte, dem Vater des Sozialphilosophen Friedrich Engels. Später wurde von Griesheim zum Teilhaber und Geschäftsführer dieser Firma.
Am 16. Mai 1848 heiratete von Griesheim in Barmen Anna Engels (* 5. Dezember 1825 in Barmen, † Engelskirchen 9. Juli 1853), die Schwester von Friedrich Engels.
Nach Annas Tod heiratete Adolf am 3. Oktober 1854 in Barmen die jüngere Schwester Elise Engels (* 6. August 1834 in Barmen; † ebenda 9. März 1912). Beide hatten einen Sohn Adolf (* 31. Juli 1857 in Engelskirchen, † 1926), der Mediziner wurde.
Nachdem Friedrich Engels (senior) am 20. März 1860 gestorben war, kam es zu Auseinandersetzungen um das Eigentum an der Firma Ermen & Engels. Schließlich wurden die Söhne Herrmann, Emil und Rudolf sowie von Griesheim zu Teilhabern, während Friedrich Engels (junior) abgefunden wurde.
Von 1877 bis 1894 gehörte von Griesheim dem Verwaltungsrat des Bochumer Vereines an.
Adolf von Griesheim verstarb am 16. Oktober 1894 und wurde auf dem Poppelsdorfer Friedhof in Bonn begraben.